# NGC 5857
NGC 5857 ist eine Balken-Spiralgalaxie, die im Sternbild Bärenhüter liegt und im New General Catalogue verzeichnet ist. Sie ist schätzungsweise 216 Millionen Lichtjahre von der Milchstraße entfernt. Die Galaxie wurde am 27. April 1788 von dem Astronomen William Herschel mit seinem 48-cm-Teleskop entdeckt.